# 프랑소와 드겔트

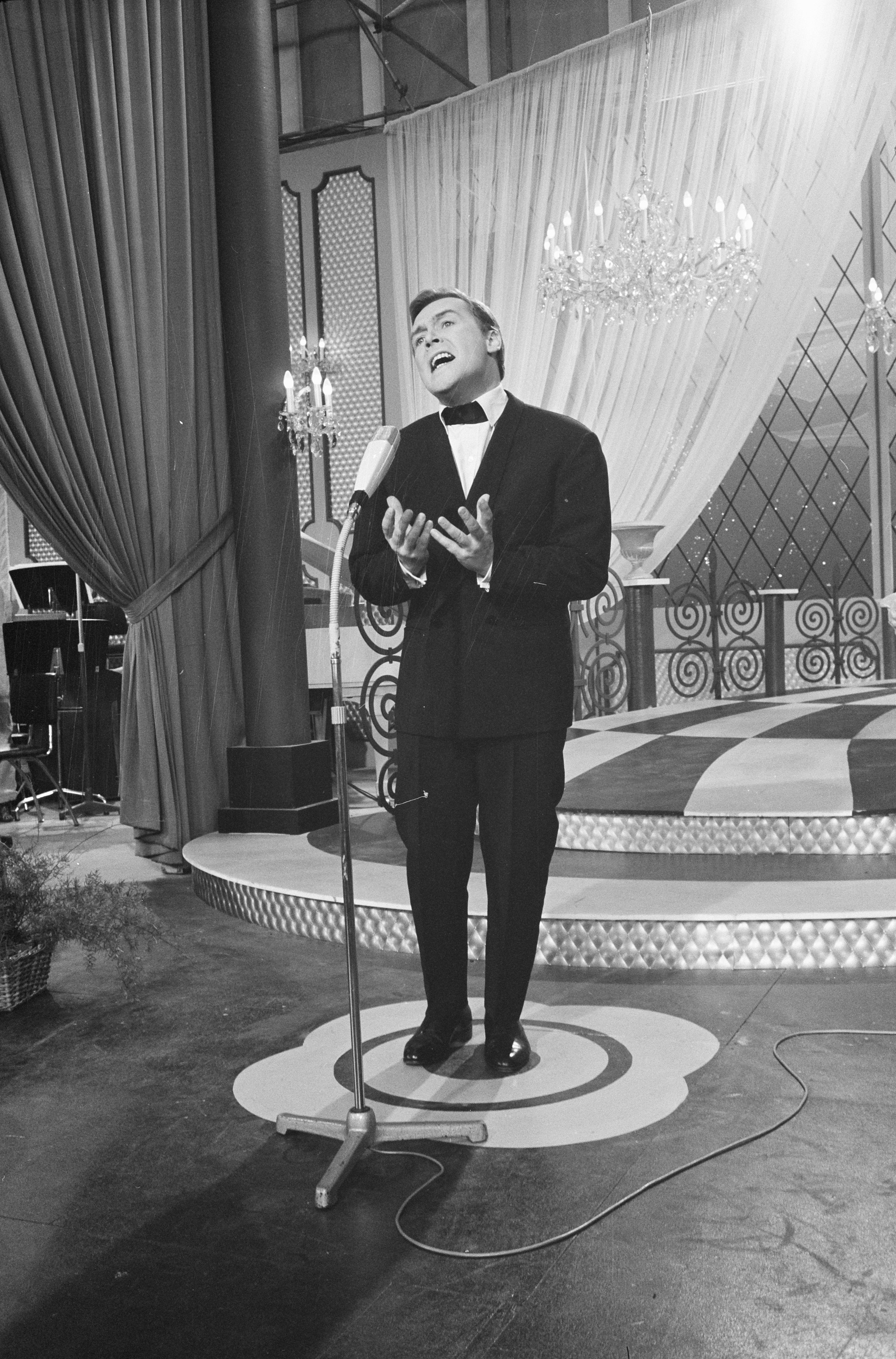
1962년

프랑소와 드겔트(François Deguelt, 본명: Louis Deghelt, 1932년 12월 4일 ~ 2014년 1월 22일)는 타부르에서 태어나, 바르베즈이유에서 자란 남성가수이다. 1951년에 파리로 나와 소르본 대학의 철학과에 입학하였다. 다음해인 1952년에 카바레에서 자기가 만든 샹송을 불르며 아르바이트를 하다가 프란시스 클로드의 인정을 받고, 1953년에 그의 라디오 프로에 출연하였다. 1956년에는 ADF 디스크 대상을 수상하였다.